# 컵라면

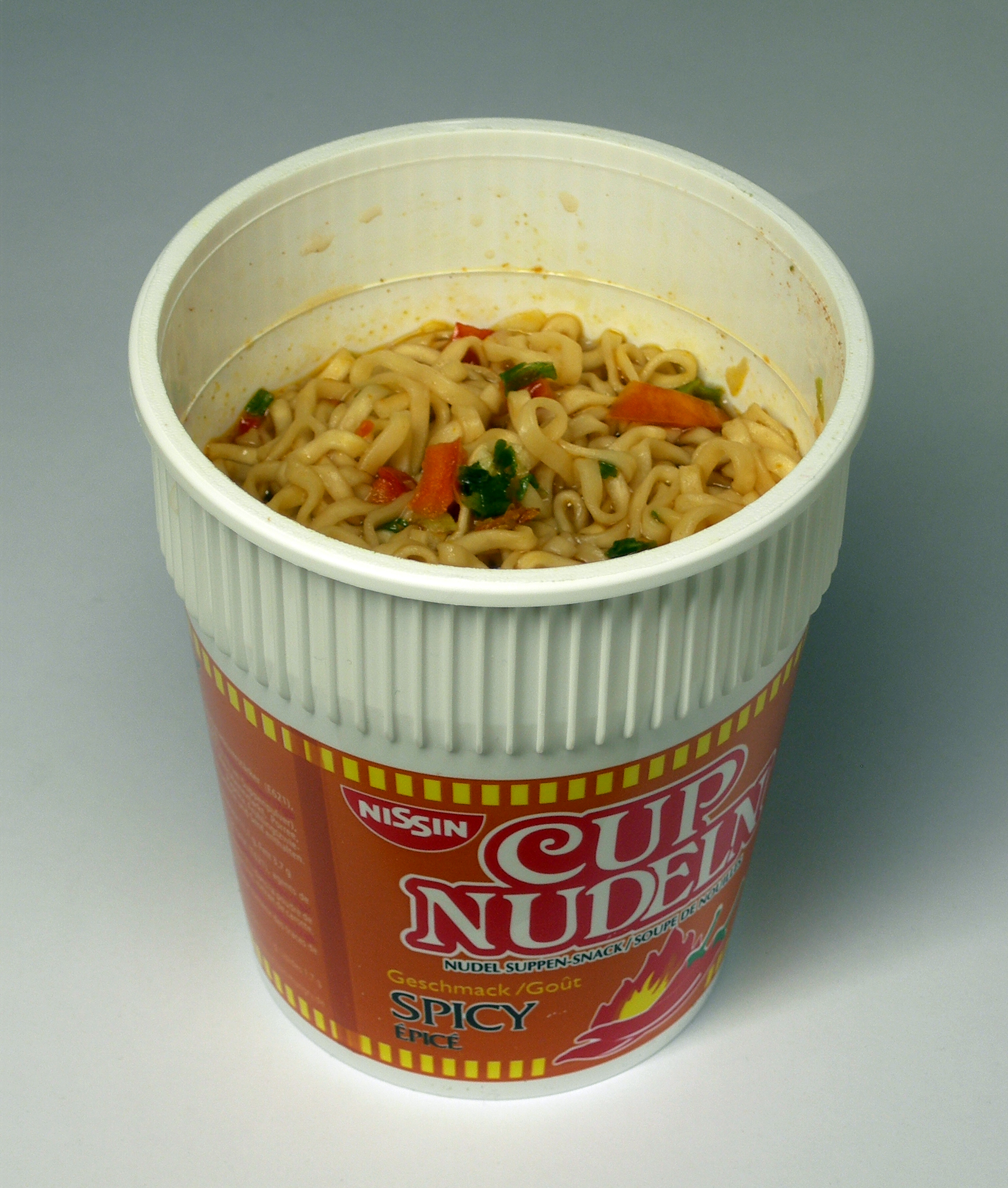
컵라면

컵라면(영어: Cup Noodle, 일본어: カップ麺)은 컵 형태의 작은 용기에 포장된 라면이다. '컵누들'(cup noodle)이라고도 하는데 이는 닛신식품의 등록 상표이다. 면과 함께 분말이나 액체 소스 형태의 양념이 첨가되어, 폴리스티렌, 폴리에틸렌 또는 종이컵에 담겨 판매된다. 양념은 별도의 패킷에 들어 있거나 컵에 바로 담겨 있을 수 있다. 뜨거운 물은 컵라면과 같이 판매되지 않고 별도로 필요하다. 물을 부으면 조리에는 3~5분 정도 소요된다. 현재 전 세계적으로 다양한 종류의 컵라면이 대중적인 주식으로 소비되고 있다.

## 역사
1971년 닛신식품의 안도 모모후쿠(安藤百福) 회장이 개발하였다.
최초의 컵라면은 닛신 식품의 컵누들이었다. 당시 포화상태였던 일본 내 라면시장에서 새로운 탈출구를 찾기 위해 새로운 재품을 고민하던 중, 1971년 컵누들을 발명하게 되었다. 당시 해외 시장또한 겨냥하기 위해 라면 용기 안쪽에 포크를 함께 포장해서 팔던 것이 특징이었으며 일본 라면 시장에 새로운 활력을 불어넣었다는 평을 듣고 있다. 당시 광고 내용은 ‘끓인 물만 있으면, 언제 어디서나.’였으며 지금 현재에도 일본 컵라면계 1위를 지키고 있다.
컵라면이 시판된 지 1년만에 아사마 산장 사건에 동원된 경시청 기동대원들에게 식량으로 배급되면서 선풍적 인기를 얻었다.
1972년 3월 삼양식품에서 국내 첫 컵라면을 출시하였으며, 이후 1976년 컵라면 무인 판매기 5대를 명동 미스코시 백화점, 경희대입구, 삼양식품 체인점, 그랜드 제과, 이대 입구 등에 설치하였다. 이후 부산, 대구, 광주, 인천, 대전 등지에서도 컵라면 자판기를 추가하였다. 1982년 농심도 본격적으로 컵라면 경쟁에 끼어들어 육개장 사발면을 출시하였으며, 이에 삼양은 쇠고기, 유부맛 컵라면 65g짜리와 쇠고기맛 대접면 86g짜리를 출시해 맞섰다.
1981년 후 일본에서 어린이들을 상대로 한 미니 컵라면을 출시했는데 일반 컵라면이 75g, 130엔 인데 비해 이 컵라면은 37g에 60엔으로 절반에 가까운 가격이었다. 출시 직후부터 선풍적인 인기를 끌었으며 그 당시에 1400 이르는 일본 컵라면 시장에서 10퍼센트에 가까운 매출을 차지했다.
1988년 봉지면에 비해 컵라면의 소금섭취량이 많다는 의견의 기사가 올라와 소비자 건강에 대한 우려를 내비추었다. 이러한 우려에도 불구하고 컵라면은 이후에도 꾸준히 서민들에게 사랑을 받고 있다.
1989년 일본의 닛산식품회사는 캔속에 물을 붓기만 하면 물이 자동으로 끓는 라면을 개발하였다.
1989년에는 봉지면과 컵라면에 들어가는 면을 공업용 우지로 튀겼다는 일명 '우지논란'이 일어났다.
1990년대에는 한강공원 등지에서 컵라면을 판매 허용하게 되었는데 지금에 이르러 많은 사람들이 한강 공원에서의 라면을 즐기게 되었다.
1996년부터는 편의점이나 구멍가게에서 컵라면을 먹을 수 있게 되면서 컵라면 소비량이 크게 늘었다.
1998년 컵라면 용기에서 환경호르몬이 검출되어 사회적으로 큰 파장이 일었다. 당시 기업에서는 끓는 물을 붓고 30분이 지나서부터 환경호르몬이 검출되는데 이 시간을 넘겨서 컵라면을 섭취하는 사람은 없으므로 문제가 없다는 태도로 일관해 소비자들의 원성을 샀다.

## 나라별 컵라면

### 대한민국
| 출시년도 | 1972   | 1981   | 1982          | 1986        | 1989          | 1990   | 1990            |
| -------- | ------ | ------ | ------------- | ----------- | ------------- | ------ | --------------- |
| 상품명   | 컵라면 | 사발면 | 육개장 사발면 | 도시락 라면 | 새우탕 큰사발 | 왕뚜껑 | 튀김우동 큰사발 |
| 제조사   | 삼양   | 농심   | 농심          | 팔도        | 농심          | 팔도   | 농심            |

대한민국은 삼양식품에서 1972년 3월에 국내최초 용기면인 ‘컵라면’을 생산하였고, 농심이 1981년 11월 국내 최초로 사발형태의 ‘사발면’을 개발하였다. 그 이후로 여러 종류의 컵라면이 개발되었다. 대표적인 컵라면에는 농심의 '신라면', 오뚜기의 '진라면', 팔도 '도시락'이 있다. 2012년부터 삼양에서 불닭볶음면이 출시되면서 한국에서는 매운 라면의 인기가 SNS를 통해 퍼졌다. 이에 컵라면으로도 출시되어 소비자들은 보다 편리한 컵라면을 소비하는 등 "큰컵불닭볶음면"이 유행하였다. 또한 매운맛에 도전하기 위해 삼각김밥, 치즈를 함께 먹는 레시피가 인터넷과 SNS 등에서 확산되기 시작하면서 기존의 라면들을 "섞어"먹는 새로운 방식이 시도 되었는데 이 과정에서 섞어먹기 편한 컵라면의 판매량이 증가하였다. 같은 맥락으로 컵라면과 컵라면 내에서의 국물없는 비빔면 종류의 판매가 증가했다. 한국에서의 매운 컵라면이 유행하자 유튜브 등에서는 외국인의 한국 컵라면 체험 후기 등의 영상이 유행하였다. 10분 내외의 짧은 영화로도 제작되었다. 한국 매운 컵라면의 인기는 해외에서도 드러나는데 2017년 사스의 여파에도 불구하고 중국 및 동남아 지역에서의 불닭볶음면의 매출이 올라갔다.

### 중국
중국 컵라면은 한국과 달리 일회용 젓가락이나 포크가 들어가 있고, 대부분 액상 스프를 사용하고, 향신료를 사용하여 다양한 맛의 컵라면이 있다. 매운맛의 라면도 있지만 매운 맛이 아닌 구수한 맛이 나는 컵라면도 있다.
중국에서 시장점유율이 가장 높은 라면인 '캉스푸 홍샤오니우로우미엔"은 중국 소비자 10명 중 5명이 먹는 라면회사라는 수식이 붙은 캉스푸에서 만든것이며 대한민국 온라인 매장에서도 구입할 수 있다.

### 일본
대표적인 컵라면으로는 닛신 돈베이 우동이 있다. 이 컵라면은 1971년 세계 최초로 컵라면을 개발한 ‘닛신푸드’의 제품이다. 이 컵라면의 맛은 소고기와 유부 2가지 맛이 있는데 두 제품 모두 면발이 마치 대한민국의 칼국수처럼 굵고 납작하다. 일본의 컵라면에는 대한민국의 컵라면에 들어있는 건더기 양에 비해 풍부한 양의 건더기가 있다.
일본에는 컵라면 박물관이 있는데,이곳에서는 세계최초 치킨라면을 발명한 안도 모모후쿠의 생애를 영화로 상영하는 '모모후쿠 극장'과 치킨라면을 손수 만들어 볼 수 있는 '치킨라면 팩토리' 등 인스턴트 라면을 토대로한 다양한 전시와 활동들을 진행한다.
2010년대에 이르러서 엔화약세 등의 이유로 젊은층에서의 일본여행이 유행하면서 일본 라면에 대한 관심이 크게 늘었다. 그 중 닛신의 컵누들의 경우 세계 최장수 라면으로 독특한 광고로 유명세를 탔다. 닛신식품과 마루짱등이 해외에서도 큰 인기를 누리고 있으며 특히 마루짱은 멕시코에서 컵라면의 대명사격으로 취급받고 있을 정도로 인기가 높다.

### 태국
태국은 라면에서 신 맛이 난다. 또한, 태국에는 컵라면을 살 때 용기 안에 플라스틱 포크가 들어있기 때문에 따로 나무젓가락을 챙길 필요가 없다.
태국 라면의 가장 큰 특징은 향미유(향신료)가 있어 기호에 맞게 먹을 수 있다는 것이며 분말 스프는 약간의 신 맛이 난다는 점을 제외하면 대한민국과 별 차이가 나지 않는다.
태국의 대표적인 컵라면으로는 '마마 인스턴트 누들 쉬림프 크리미 톰얌 플레이버'가 있으며, 이 라면은 톰얌쿵의 맛을 끓여 먹는 라면으로 만든 것인데, 여기서 ‘톰얌쿵’이란 ‘세계 3대 수프’ 중에 하나이다. 태국어로 ‘톰’은 끓임, ‘얌’은 시큼한 맛, ‘쿵’은 새우라는 뜻을 가지고 있다. 마마 인스턴트 누들 쉬림프 크리미 톰얌 플레이버는 크림을 넣어 부드러운 맛을 살린 라면이다. 실제로 수프의 색도 빨간색이 아니라 흰 우유를 부은듯한 오렌지색이다. 맛은 일반 라면 스프에 신 맛을 더하면 된다고 한다.

### 인도네시아
2013년 세계 라면 협회가 발표한 바에 따르면 대한민국은 한 명당 일 년에 평균 74.1개의 라면을, 인도네시아는 60.3개를 먹는다고 한다. 이런 열풍이 가능한 이유는 세계 1위의 라면 생산 업체 인도미(Indo mie)가 있기 때문이다.
인도네시아의 라면은 대한민국에 비해 양이 적고 칼로리가 낮다. 수치로 비교해보면, 125g정도 하는 대한민국의 라면에 비해 인도네시아 라면의 무게는 67g~68g정도로 매우 작다. 1봉지를 섭취했을 때의 칼로리는 대한민국은 500kcal, 인도네시아는 340kcal로 현저히 낮다는 것을 확인할 수 있다.
인도네시아 라면의 면은 대한민국과 다르게 두껍지 않고 얇다. 소스에는 카피르라임 잎이 들어 있는데, 이 향신료는 인도네시아뿐만 아니라 거의 모든 동남아의 음식에 들어가 음식 맛의 풍미를 살려준다.

## 공정 과정

### 제조 공정
라면의 제조 공정과 유사하며 마지막 포장 단계에서 봉지가 아닌 용기에 담는 것이 특징이다.

### 라면과의 차이점
- 면

1. 용기면에는 봉지면보다 뜨거운 물에 닿는 면발의 표면적을 증가시키기 위해 면의 굵기를 더욱 가늘게 하는 경우도 많다.
2. 라면은 밀가루를 주성분으로 하는데 밀가루만 사용하면 면의 쫄깃한 맛이 다소 부족하므로 우리가 잘 알고 있는 전분(라면에는 주로 감자를 원료로 만든 감자전분을 주로 사용) 을 밀가루에 일정량 섞어서 면을 만들면 면질도 쫄깃쫄깃해질뿐 아니라 이 감자전분이 밀가루보다 낮은 온도에서 빨리 호화 (일반적으로 익는 현상)되는 특성을 갖고 있으므로 전체적으로 조리시간이 짧아지는 효과가 있다. 특히 용기면에는 이 호화온도가 더욱 낮은 감자전분을 사용함으로써 끓이지 않더라도 단시간에 조리가 될 수 있다.

- 스프

1. 컵라면의 분말 스프가 봉지라면보다 더 진한 편이다. 컵라면은 주로 밖에서 먹는 경우가 많기 때문에 '김치'를 따로 구매하지 않는 이상 라면만 섭취하기 때문에 간이 심심 할 수 있으므로 이런 소비자를 고려하여 스프의 간을 세게한다는 것이다.

## 용기

### PSP 용기
이 용기는 Polystyrene (폴리스티렌) 원료를 10~30배로 고발포하여 시트 내부에 공기층을 형성시킨 것으로 단층구조가 아닌 여러겹이 쌓여있는 구조이다. 액체나 기체에서의 열의 전도는 고체에 비해 느리기 때문에 열의 절연체인 공기가 사이에 존재하게 함으로서 최대한의 열손실을 방해하고자 한 것이다. 열손실이 적어야 용기안의 면이 익을 만한 열이 유지되기 때문이다. 이밖에도 PSP 용기의 특성은 표면이 매끄럽고 깨끗하여 여타 이물질이 묻어있는지를 쉽게 구분 할 수 있으며 국물이 배거나 주위 환경으로부터 어떠한 이물질의 혼입을 막아주는 등 위생성이 양호하다. 단열성이 뛰어나기 때문에 뜨거운 국물이 있는 라면 용기등에 매우 적합하며  선도유지성이 우수하고 수분증발 방지 등의 효과가 뛰어나다. 또한 충격에 강하여 상품의 운반 보관에 매우 유익하다. 경량성이 뛰어난것도 특징이다. PSP용기는 PS 수지를 5-15배 발포시킨 것으로 크기에 비해 매우 가볍다. 다른 용기보다 가벼우면서 내용물을 동일하게 담을 수 있어 운반이나 취급시 용이한 것이다. 또한 내용물이 용기의 표면에 달라붙지 않기 때문에 판매와 취급이 편리하며 회수 상태에 따라 원료나 연료로 재활용이 가능하다.

### 종이 용기
PSP 용기가 환경호르몬의 발생 원인이라고 하여 친환경적이라고 주목받는 종이용기로의 변화가 시작되었다. 종이용기는 PSP용기보다 개발시 용기 가격이 비싸지만 환경호르몬이 검출되지 않는것으로 밝혀졌다. 또한 재활용이 가능하며 2중용기로서 단열효과가 좋아 취식시 안전성이 양호하다.  쉽게 파손되지 않고 내용물 보호에 유리하며 겉면 인쇄도 유리하다.

### 환경호르몬 논란
1998년 6월 일본 국립의약품 위생 연구소에서 기존에 쓰이던 PSP (Polystyrene paper)의 재질로 만들어진 용기에서의 내분비계장애(환경호르몬) 의심 물질인 다이머(dimmer), 트리머(trimer) 용출 시험 결과를 국내 주요 일간지에서 인용 보도하면서 환경호르몬 논란이 대두되었다. 1998년 4월 26일 동아일보에서 "컵라면 등 용기 생식기능 저하 물질 함유", 1998년 4월 26일 서울경제의 "라면 등 1회용 식기에 생식기능장애 환경호르몬 함유", 1998년 4월 26일 중앙일보의 "컵라면 용기에 환경호르몬 함유... 생식기능 저하될수도" 등의 기사가 그것이다. 기사가 보도된 이후 주 소비층인 주부와 청소년층에서 불신감이 팽배해 졌다.  그러나 지속적인 연구결과 PSP 용기 제조 시 다이머(dimer)와 트리머(trimer) 같은 물질은 환경호르몬 작용 즉, 내분비계 장애작용을 하지 않는다는 결과가 발표되었다.  또한 라면 용기의 안전성에 대해 많은 연구발표가 되어 있으며, 그 중 대표적인 내용을 보면 미국 산업화학독성연구소 로저맥클레란 대표는 컵라면 용기와 관련하여 환경호르몬에 대한 지나친 걱정은 금물이고, 스틸렌다이머와 트리머에 대한 환경 호르몬 연구결과는 없으며, 자신도 전자레인지에 가열해 먹는다고(전자레인지용 용기로)하면서 안전한 물질임을 피력 한 바 있다. 나아가 일본 환경청은 폴리스틸렌을 내분비교란물질 목록 SPEED 98 개정판에서 삭제하였고, 유럽 아시아를 비롯 세계각국의 정부기관들에서도 사용을 승인한 물질로 알려져 있다.
이와 같은 연구 결과에도 불구하고 한번 감소세로 이어진 판매량은 회복되지 않았다. 따라서 라면 업체에서는 용기의 변화를 꾀하게 되었으며 PSP 용기에서 PP용기나 종이용기로 대체하기 시작하였다. 이 과정에서 대한펄프(주)는 컵라면 용기를 라면업체 빙그레와 현진제업과 공동으로 개발하였으며 2000년도부터 본격적으로 기존의 PSP 용기를 대체하기 시작했다. 또한 2005년 농심의 경우 라면용기를 PSP 용기에서 전분발포용기로 교체하였다. 오뚜기의 경우, 독자 기술을 통해 발명한 친환경 용기를 활용, 전자레인지에서 조리해도 안전한 컵라면을 잇따라 선보이고 있다. 2017년 기준, 오뚜기는 진라면 2종을 시작으로 참깨라면, 진짬뽕까지 전자레인지용 용기를 확대 적용했으며, 나머지 컵라면의 용기도 전부 친환경 용기로 교체할 계획을 발표하였다.

## 같이 보기
- 라면
- 라면 스프